# Чуян, Михаил Михайлович
Михаил Михайлович Чуя́н (25 октября 1906, Нежин, Черниговская губерния — 29 ноября 1995, Москва) — советский инженер и промышленный деятель, лауреат Сталинской премии первой степени (1951 год).

## Биография
Родился 25 октября 1906 года в Нежине (ныне Черниговская область, Украина). Украинец.  
Отец - Михаил Евфимович Чуян (1857 г.р.). Мать - Евдокия Леонтьевна Чуян (Григоров) (1875 г.р.).   
Сестры - Мария Михайловна (1903 г.р.),  Елена Михайловна (1905 г.р.).  
Братья - Николай Михайлович (1909 г.р.),  Владимир Михайлович (1915 г.р.).  
После окончания школы пошёл работать на механический завод учеником токаря.  
С 21 ноября 1928 года по январь 1930 года служил в РККА.
С 1930 года работал на станкостроительном заводе «Красный пролетарий», перед войной — начальник 1-го механического цеха. Член ВКП(б) с 1939 года.
С 23 июня 1941 года по 21 июня 1945 года в РККА:
- 1941—1942 — Приволжский военный округ, лейтенант, ст. лейтенант, командир взвода управления и командир батареи 23 зап. арт. полка;
- 1942 — слушатель Высшей офицерской артиллерийской школы командиров артиллерийских полков (город Семёнов Горьковской области), старший лейтенант Артиллерии Резерва Главного Командования.
- 1942—1943 — Воронежский, Северо-Западный фронты, капитан, командир 1-го Дивизиона 44 Отдельной тяжёлой пушечной артиллерийской бригады РГК в составе Артиллерии 63 Армии;
- С февраля 1943 — Брянский фронт, капитан, майор, командир 1-го Дивизиона 44 Отдельной Тяжёлой пушечной артиллерийской бригады РГК в составе Артиллерии 63 Армии;
- с 1944 года 1-й и 2-й Белорусские фронты, майор, командир 1-го Дивизиона 44 Армейской Пушечной Артиллерийской Калинковической Краснознамённой ордена Суворова бригады в составе Артиллерии 3 Армии.

Участник обороны Сталинграда, Ленинградской стратегической оборонительной операции, Начала наступления и прорыва блокады Ленинграда, Наступательной операции в районе Старая Русса, Брянской операции, Орловской стратегической наступательной операции, Битвы за Днепр, Калинковичско-Мозырской наступательной операции, Белорусской стратегической наступательной операции (Операция «Багратион»), боёв в Польше и Восточной Пруссии, Кенигсбергской операции. 
Весной 1945 года в составе Белорусского фронта во время операции по взятию укреплённого района города-крепости Кенигсберга в Восточной Пруссии получил тяжёлое ранение с контузией, при котором осколок снаряда перебил обе кости предплечья левой руки. Был направлен на излечение в эвакогоспиталь № 5018 в Москве. 
Дальнейшая трудовая деятельность:
- 1945—1948 — начальник цеха станкостроительного завода «Красный Пролетарий».
- 1948—1950 — директор завода «Станкоконструкция», Москва.
- 1951—1952 — зам. директора ЭНИМС (включающего и завод «Станкоконструкция» в Москве).
- 1953—1955 — начальник производства станкостроительного завода «Красный Пролетарий» имени А. И. Ефремова.
- 1955—1967 — зам. директора станкостроительного завода «Красный Пролетарий» имени А. И. Ефремова.

Неоднократно избирался депутатом Ленинского районного совета г. Москвы. 
За доблестный труд был награждён различными государственными и отраслевыми наградами, в т.ч.: Орден «Знак Почёта», Почётная грамота Президиума Верховного Совета РСФСР, медаль «За доблестный труд», серебряная медаль ВДНХ «За успехи в народном хозяйстве СССР», несколькими отраслевыми знаками «Отличник станкостроения СССР», и др.
Семья: жена - Валентина Павловна Чуян (Рюмкина) (1907 г.р.), сын - Юрий (1932 г.р.), дочь - Ольга (1937 г.р.).
С 1967 года персональный пенсионер. Умер в 1995 году. Похоронен в Москве на Даниловском кладбище.

## Награды и звания
- Орден Красного Знамени (01.03.1945)
- Два ордена Отечественной войны I степени (14.07.1944; 06.04.1985)
- Орден Отечественной войны II степени (14.08.1943)
- Орден Александра Невского (09.09.1943)
- Орден «Знак Почёта»
- Сталинская премия первой степени (1951 год) — за разработку принципов комплексной автоматизации производственных процессов в машиностроении, проектирование и освоение автоматического завода поршней
- Почётная грамота Президиума Верховного Совета РСФСР
- Серебряная медаль ВДНХ
- Медаль «За взятие Кёнигсберга»
- Медаль «За Победу над Германией в Великой Отечественной войне 1941-1945 гг.»
- Медаль «За доблестный труд. В ознаменование 100-летия со дня рождения Владимира Ильича Ленина»
- Медаль «В память 800-летия Москвы»
- Юбилейная медаль «Двадцать лет Победы в Великой Отечественной войне 1941—1945 гг.»
- Юбилейная медаль «Тридцать лет Победы в Великой Отечественной войне 1941—1945 гг.»
- Юбилейная медаль «Сорок лет Победы в Великой Отечественной войне 1941—1945 гг.»
- Юбилейная медаль «50 лет Победы в Великой Отечественной войне 1941—1945 гг.»
- Юбилейная медаль «50 лет Вооружённых Сил СССР»
- Юбилейная медаль «60 лет Вооружённых Сил СССР»
- Юбилейная медаль «70 лет Вооружённых Сил СССР»